# Campeonato Citadino de Porto Alegre 1914
In 1914 werd het vijfde Campeonato Citadino de Porto Alegre gespeeld voor voetbalclubs uit de Braziliaanse staat Porto Alegre, de hoofdstad van Rio Grande do Sul. 
Vorig jaar vond er een splitsing plaats. Na onenigheden verliet Grêmio de competitie en de Liga Porto-Alegrense de Foot-Ball (LPAF) en richtte zelf de Associação de Foot-Ball Porto-Alegrense (AFPA) op. 
De competitie van de LPAF werd gespeeld van 10 mei tot 23 augustus en werd gewonnen door Internacional. Door onenigheden verlieten Americano en Frisch Auf de lopende competitie na enkele wedstrijden en sloten zich bij de AFPA aan.
De competitie van de AFPA werd gespeeld van 21 juni tot 25 oktober en werd gewonnen door Grêmio. 

## LPAF
| Plaats | Club          | Wed. | W | G | V | Saldo | Ptn. |
| ------ | ------------- | ---- | - | - | - | ----- | ---- |
| 1.     | Internacional | 4    | 4 | 0 | 0 | 22:1  | 8    |
| 2.     | Colombo       | 4    | 2 | 0 | 2 | 8:10  | 4    |
| 3.     | Cruzeiro      | 4    | 0 | 0 | 4 | 2:21  | 0    |

### Kampioen
| Campeonato Citadino de Porto Alegre de 1914 |
| ------------------------------------------- |
| INTERNACIONAL 2º Titel                      |

## AFPA
| Plaats | Club          | Wed. | W | G | V | Saldo | Ptn. |
| ------ | ------------- | ---- | - | - | - | ----- | ---- |
| 1.     | Grêmio        | 5    | 5 | 0 | 0 | 31:4  | 10   |
| 2.     | Americano     | 3    | 2 | 0 | 1 | 10:14 | 4    |
| 3.     | Fussball      | 2    | 1 | 0 | 1 | 5:5   | 2    |
| 4.     | São José      | 2    | 1 | 0 | 1 | 4:4   | 2    |
| 5.     | Frisch Auf    | 4    | 1 | 0 | 3 | 11:16 | 2    |
| 6.     | 7 de Setembro | 1    | 0 | 0 | 1 | 0:2   | 0    |
| 7.     | Sportivo      | 3    | 0 | 0 | 3 | 3:19  | 0    |

### Kampioen
| Campeonato Citadino de Porto Alegre de 1914 |
| ------------------------------------------- |
| GRÊMIO 3º Titel                             |